# Adraskan (district)
 (novembre 2018).
Le district d'Adraskan, d'une superficie de 10 070 km2, est situé dans la partie centrale de la province de Hérât, en Afghanistan.

## Situation
Le district est bordé à l'ouest par l'Iran, au nord par les districts de Ghoryan, de Zinda Jan (en), de Guzara, de Pashtun Zarghun (en) et d'Obe (en), à l'est par le district de Farsi et au sud par le district de Shindand (en).
La rivière Adraskan coule de l'est vers le sud à travers l'Adraskan.

## Population
La population était estimée à 52 200 habitants en 2012.
La superficie du district est vaste et sa partie orientale est beaucoup plus peuplée que sa partie occidentale.

## Aménagement et infrastructures
La principale voie de communication allant de Hérat à Kandahar traverse en plein centre le district et l'ancienne ville d'Adraskan du nord au sud.

## Crédit d'auteurs
- (en) Cet article est partiellement ou en totalité issu de l’article de Wikipédia en anglais intitulé « Adraskan District » (voir la liste des auteurs).